# Terra Mariana
Terra Mariana (expresión que significa «tierra de María») era el nombre de un territorio de compleja soberanía que existió entre 1207 y 1561 en la región denominada Livonia (las actuales Estonia y Letonia); que se denomina en las fuentes Confederación livonia, «Livonia medieval» o «antigua Livonia» (en alemán: Alt-Livland, en estonio: Vana-Liivimaa y en letón: Livonija) para distinguirla del Ducado de Livonia y la Gobernación de Livonia posteriores.

## Historia

Livonia en 1534, con las provincias de la Orden livonia numeradas.

La Terra Mariana se estableció el 2 de febrero de 1207 como principado del Sacro Imperio Romano Germánico para perder tal estatus en 1215, cuando el papa Inocencio III la declaró territorio bajo el vasallaje de la Santa Sede. Terra Mariana se dividió en principados feudales por el legado papal Guillermo de Módena, gobernándose los territorios por los Hermanos Livonios de la Espada. La parte septentrional se convirtió en Dominum directum de la Estonia danesa
Tras la batalla de Saule de 1236, los hermanos livonios supervivientes se reincorporaron a la Orden Teutónica (1237), que pasó a ser la Orden de Livonia y que incorporó a la Estonia danesa. Durante el resto de su existencia la orden luchó para mantener su poder en este territorio, contra el clero, la nobleza secular germánica y las ciudades hanseáticas de Riga y Reval (actual Tallin). En 1410 el Estado monástico de los Caballeros Teutónicos fue derrotado en la batalla de Grunwald, y la Orden de Livonia mantuvo una existencia independiente. En 1561, durante la Guerra de Livonia, la Terra Mariana dejó de existir. Sus regiones septentrionales se cedieron al Imperio sueco como Ducado de Estonia, sus territorios meridionales se integraron en el Gran Ducado de Lituania, el Ducado de Curlandia y el Ducado de Livonia. La isla de Saaremaa se integró en el reino de Dinamarca.